# 巴格隆
巴格隆（英語：Baglung）是尼泊尔西部的一个镇，距尼泊尔首都加德满都275km。这是巴格隆区和道拉吉里专区的首府。巴格隆是卡利甘达基山谷中的人民的一个主要的商业，金融，教育，医疗中心。